# Approximationssatz von Walsh
Der Approximationssatz von Walsh (englisch Walsh's approximation theorem) ist ein mathematischer Lehrsatz, der im Übergangsfeld zwischen den Gebieten Funktionentheorie und Funktionalanalysis angesiedelt ist und der auf eine wissenschaftliche Publikation des Mathematikers Joseph Leonard Walsh aus dem Jahre 1927 zurückgeht. Der Satz ist eng verwandt mit dem Approximationssatz von Weierstraß sowie mit dem rungeschen Approximationssatz und behandelt die Bedingungen, unter denen gewisse holomorphe Funktionen der komplexen Zahlenebene durch Polynomfunktionen gleichmäßig approximiert werden können.

## Formulierung des Satzes
Der Darstellung von Robert B. Burckel folgend kann der Approximationssatz von Walsh folgendermaßen angegeben werden:
Es sei in der komplexen Zahlenebene eine geschlossene Jordankurve {\displaystyle \gamma \subset \mathbb {C} } mit zugehörigem Innengebiet {\displaystyle \Omega _{\gamma }\subset \mathbb {C} } gegeben und weiter auf dem topologischen Abschluss {\displaystyle {\overline {\Omega _{\gamma }}}} eine stetige komplexe Funktion {\displaystyle f\colon {\overline {\Omega _{\gamma }}}\to \mathbb {C} } , deren Einschränkung {\displaystyle f|_{\Omega _{\gamma }}} sogar holomorph ist.
Dann gilt: 
Eine solche Funktion {\displaystyle f} kann stets gleichmäßig durch Polynomfunktionen approximiert werden.

## Abweichende Version
Unter der Bezeichnung Approximationssatz von Walsh versteht man gemäß der Darstellung von Günter Meinardus auch einen etwas anderen Approximationssatz, der auf eine Publikation von Walsh aus dem Jahre 1956 zurückgeht. Dieser besagt folgendes:
In der komplexen Zahlenebene sei eine geschlossene Jordankurve {\displaystyle \gamma \subset \mathbb {C} } gegeben, deren Innengebiet {\displaystyle \Omega _{\gamma }\subset \mathbb {C} } den Nullpunkt {\displaystyle 0\in \mathbb {C} } enthalten soll. Hier werde der zugehörige Funktionenraum {\displaystyle C=C(\gamma ,\mathbb {C} )} der stetigen komplexen Funktionen {\displaystyle f\colon \gamma \to \mathbb {C} }, versehen mit der Maximumsnorm, betrachtet und dazu der topologische Abschluss {\displaystyle X\subseteq C} des {\displaystyle \mathbb {C} }-linearen Unterraums, der von den Einschränkungen {\displaystyle w|_{\gamma }} der meromorphen Funktionen {\displaystyle w} der Form
{\displaystyle z\mapsto w(z)=\sum _{k=-m}^{n}{a_{k}z^{k}}\,\,(\,\,m=1,2,\ldots \,\,,n=0,1,\ldots \,\,,a_{k}\in \mathbb {C} \,\,,z\in \mathbb {C} \,\,)}
erzeugt wird.
Dann gilt: 
{\displaystyle X=C} .

### Anmerkung
In derselben Publikation des Jahres 1956 hat Walsh auch den Fall behandelt, dass {\displaystyle \gamma \subset \mathbb {C} } eine offene Jordankurve, also eine homöomorphe Einbettung des Einheitsintervalls in die komplexe Zahlenebene ist, und dazu festgehalten, dass – unabhängig davon, ob der Nullpunkt auf {\displaystyle \gamma } liegt oder nicht liegt – dann die komplexen Polynomfunktionen im Funktionenraum {\displaystyle C=C(\gamma ,\mathbb {C} )} (s. o.) dicht liegen.